# Georgia O'Connor
Georgia Ann Cardinali (z domu O'Connor; ur. 18 lutego 2000 w Durham, zm. 22 maja 2025) – angielska bokserka, występująca w wadze lekkośredniej, medalistka mistrzostw świata i igrzysk Wspólnoty Narodów w kategorii juniorskiej i młodzieżowej. Po przejściu na zawodowstwo wygrała wszystkie trzy walki.

## Kariera amatorska
O'Connor rozpoczęła karierę jako amatorka, zdobywając złoty medal w wadze średniej na Igrzyska Wspólnoty Narodów młodzieży w Nassau w 2017 roku. W tym samym roku zdobyła srebrny medal na młodzieżowych mistrzostwach świata w Guwahati w Indiach, a rok później – brązowy medal na młodzieżowych mistrzostwach świata w Budapesztcie.
Była także uczestniczką mistrzostw Europy juniorów, zdobywając wcześniej brązowy i srebrny medal w różnych edycjach turnieju, a w 2018 roku dotarła do ćwierćfinału.

## Kariera zawodowa
W 2021 roku przeszła na zawodowstwo. Stoczyła trzy zawodowe walki i wszystkie wygrała na punkty. Ostatni pojedynek odbył się 15 października 2022 roku w O2 Arenie w Londynie, gdzie pokonała Joyce Van Ee.

## Życie prywatne
Georgia O'Connor była pochodzenia irlandzkiego. W dzieciństwie przez krótki czas mieszkała we Francji i biegle władała językiem francuskim. Posiadała czarny pas w taekwondo i trzykrotnie zdobyła tytuł mistrzyni kraju w tej dyscyplinie. Była także niepokonana w kick-boxingu. Studiowała inżynierię lądową, a w wolnym czasie grała na gitarze i śpiewała. Krótko przed śmiercią, 9 maja 2025, roku poślubiła Adriano Cardinaliego.

## Choroba i śmierć
Zawodniczka cierpiała na wrzodziejące zapalenie jelita grubego i pierwotne stwardniające zapalenie dróg żółciowych. W styczniu 2025 roku zdiagnozowano u niej nowotwór. Zmarła 22 maja 2025 roku w wieku 25 lat.